# Acanthinus scitulus
Acanthinus scitulus är en skalbaggsart som först beskrevs av Leconte 1852.  Acanthinus scitulus ingår i släktet Acanthinus och familjen kvickbaggar. Inga underarter finns listade i Catalogue of Life.